# Murray Elder, Baron Elder

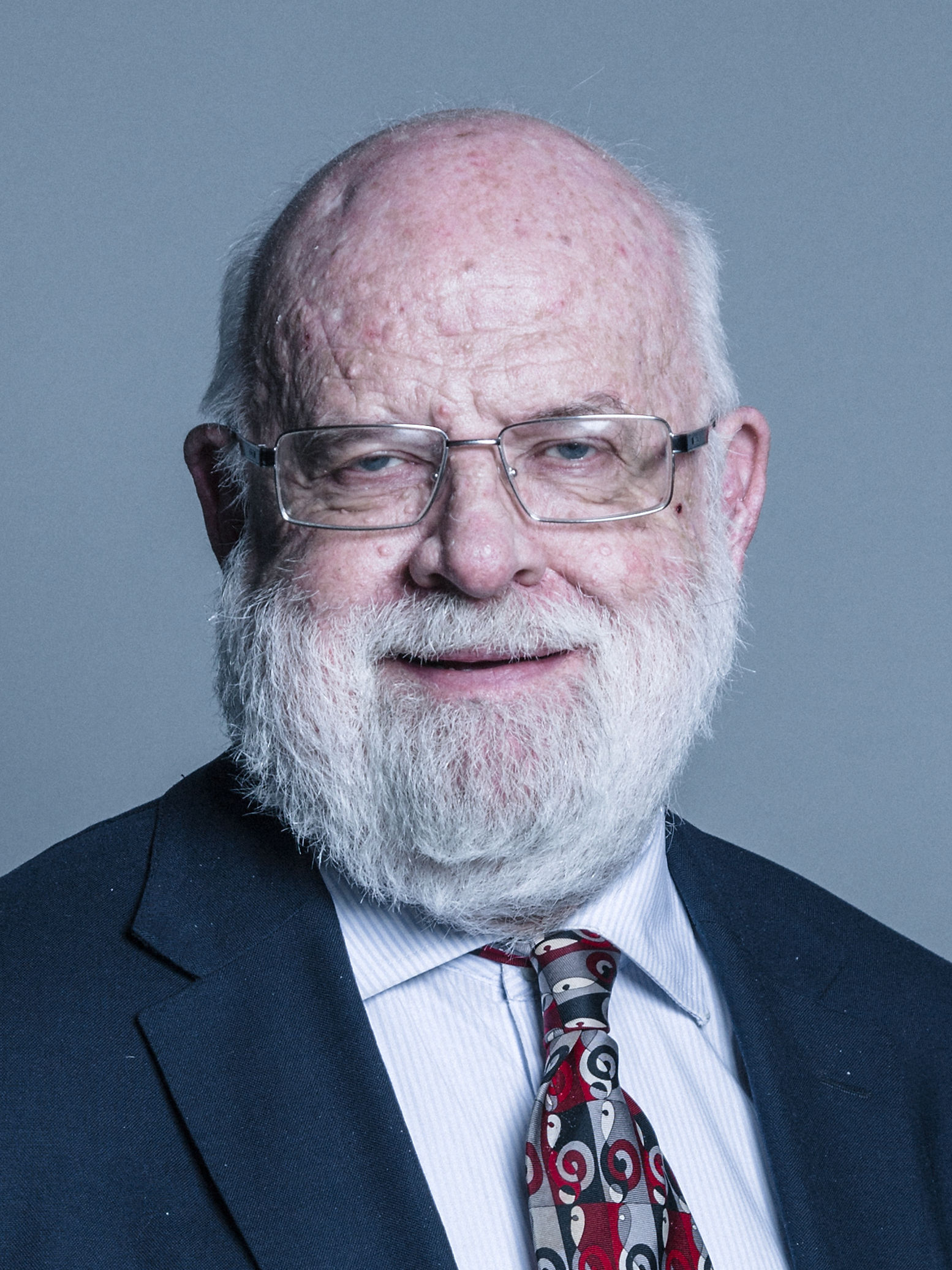
Murray Elder, Baron Elder (2018)

Thomas Murray Elder, Baron Elder (* 9. Mai 1950; † 24. Oktober 2023) war ein britischer Politiker (Labour Party) und als Life Peer Mitglied des britischen House of Lords.

## Leben und Karriere
Elder absolvierte seine Schulbildung an der Kirkcaldy High School und studierte an der University of Edinburgh, an der er mit einem Master of Arts in Wirtschaftsgeschichte abschloss. Gordon Brown war einer seiner Freunde in Kindertagen.
Von 1972 bis 1980 arbeitete er für die Bank of England. Von 1984 bis 1992 war er Mitglied der Scottish Labour Party, seit 1988 Generalsekretär. Von 1989 bis 1992 war außerdem ein Labour-Mitglied der Geschäftsleitung der Scottish Constitutional Convention.
Er wurde am 19. Juli 1999 als Baron Elder, of Kirkcaldy in Fife, zum Life Peer erhoben und ist dadurch seither Mitglied des House of Lords.
Er war nach Chris Smith, Baron Smith of Finsbury und Alan Haworth, Baron Haworth das dritte Mitglied des House of Lords, das alle Munros (alle Berge in Schottland, die höher als 3000 ft (914,4 m) sind) bestiegen haben. Mit dem Beinn Sgritheall bestieg er am 9. Juni 2007 den letzten der damals 284 Gipfel.
Elder war der Chancellor des Al-Maktoum College, das postgraduale Studiengänge in Dundee, Schottland anbietet.